# Чернігівський кінно-єгерський полк
Чернігівський кінно-єгерський полк (рос. дореф. Черниговский конно-егерский полкъ) — кавалерійський полк Російської імператорської армії, що почав формуватися з 1783 року і розформований у 1833 році. Початково складений переважно з вибірних козаків колишнього Чернігівського полку Гетьманщини та частки 3-го легкокінного Чернігівського полку.
Під час своєї історії був також: кінний (1783), карабінерним (1784—1796), кірасирським (1796—1801) а також драгунським (1801—1812).

## Історія

### Створення
З ліквідацією полкового устрою на Гетьманщині, указом Катерини ІІ від 28 червня у 1783 року наказувалось з колишніх 9 козацьких полків сформувати 10 кінних полків у число яких рахувались і раніш створені легкокінні полки (Київський, Сіверський, Чернігівський) які до 1775 були компанійськими. На ділі ж генерал-фельдмаршал граф Румянцев, який займався реформуванням, у ході тривалої переписки з імператрицею переконав її увести певні зміни, що стосувались соціальних та військових аспектів реформи. Це відобразилось на тому що на початку 1784 року імператриця дозволила полки, що досі формувались «именовать карабинерными». Та зрештою, як виявилось, за доповіддю Румянцева від 5 червня 1784 року усі десять полків були укомплектовані здебільшого вибірними козаками із колишніх полкових сотень, а люди і коні з колишніх трьох легкокінних полків розбивалися на 10 рівних частин між цими полками. Хоча три з цих новостворених карабінерних полків також перейняли назви «Київський», «Сіверський» та зокрема і «Чернігівський».
Формування Чернігівського карабінерного полку продовжувалось до кінця 1785 року, що можливо було пов'язано зі розформуванням колишнього Чернігівського легкокінного полку.
На 1 жовтня 1785 року у Чернігівський карабінерний полк було зараховано вибірних козаків і солдатів із наступних полкових сотень колишнього козацького Чернігівського полку та Чернігівського легкокінного полку:
| Сотні і підрозділи з яких сформовано Чернігівський карабінерний полк | Зараховано вибірних козаків, солдатів |
| -------------------------------------------------------------------- | ------------------------------------- |
| Полкової сотні                                                       | 31                                    |
| Ровської                                                             | 62                                    |
| Березнянської                                                        | 58                                    |
| Синявської                                                           | 50                                    |
| Седнівської                                                          | 55                                    |
| Сосницької                                                           | 70                                    |
| Столинської                                                          | 33                                    |
| Менської                                                             | 108                                   |
| Городнянської                                                        | 66                                    |
| Киселівської                                                         | 72                                    |
| Волинської                                                           | 35                                    |
| Любецької                                                            | 38                                    |
| Частина Понорницької (з сіл біля Волинської і Сосницької сотень)     | 13                                    |
| Частина розформованого 3-го легкокінного Чернігівського полку        | 115                                   |